# Centro Universitario de la Costa
El Centro Universitario de la Costa (CUCosta) es un campus universitario que forma parte de la Universidad de Guadalajara(UdeG) en México. Este centro universitario se encuentra ubicado en Puerto Vallarta, Jalisco, en la costa del Pacífico.
El CUCosta ofrece una variedad de programas académicos en distintas disciplinas, incluyendo carreras en áreas como ciencias sociales, ciencias naturales, ingeniería, entre otras. Al ser parte de la Universidad de Guadalajara, el CUCosta sigue los estándares y la calidad académica establecida por la universidad.

## Historia
El Centro Universitario de la Costa (CUCosta) de la Universidad de Guadalajara tiene sus orígenes en mayo de 1994, cuando la Universidad de Guadalajara creó la Red Universitaria con el objetivo de establecer espacios educativos en el estado de Jalisco. En ese contexto, se conformaron seis centros temáticos y ocho centros regionales en diferentes zonas del estado. El CUCosta fue establecido como un modelo de educación superior para impulsar el desarrollo social y cultural de la región de Puerto Vallarta, atendiendo también a la demanda de varios municipios de Jalisco y la parte sur del Estado de Nayarit.
Desde su establecimiento, el centro ha ofrecido diversas carreras, inicialmente en áreas como Turismo, Administración, Contaduría Pública y Derecho. Con el tiempo, se ampliaron las ofertas educativas, incluyendo carreras de Ingeniería, Arquitectura, Comunicación Multimedia, entre otras. Además, se introdujeron programas de posgrado, como maestrías y doctorados, abarcando áreas como Tecnologías para el Aprendizaje, Desarrollo Sustentable, Turismo, Geofísica y más.
Durante el periodo de 1994-1998, se llevaron a cabo diversas iniciativas culturales, como el primer ciclo de cine latinoamericano y el Festival de las Artes, consolidándose como eventos significativos en Puerto Vallarta. También se fortaleció la vinculación con el sector productivo y se realizaron investigaciones en áreas como oceanografía, ecología, sismología, acuacultura y terapia familiar sistémica.
En el año 2006, se aprobó una reestructuración académico-administrativa que dividió el centro en tres divisiones: Estudios Sociales y Económicos, Ingenierías, y Ciencias Biológicas y de la Salud. Esto permitió la oferta de nuevas carreras, como Médico Cirujano y Partero, Licenciatura en Enfermería y Licenciatura en Biología.
Hasta la fecha de tu descripción, el centro ha experimentado un crecimiento significativo en infraestructura, con la construcción de edificios, laboratorios y espacios para eventos. También ha establecido numerosos convenios de colaboración con instituciones nacionales e internacionales.
En cuanto a su situación actual, el Centro Universitario de la Costa cuenta con una amplia oferta educativa, un número considerable de alumnos, programas acreditados, profesores de tiempo completo y una presencia destacada en la investigación. La institución sigue trabajando en mejorar la calidad de la enseñanza y en atender la creciente demanda de educación de calidad en la región de Puerto Vallarta.

## Oferta Educativa
Lo siguiente
 Licenciatura
- Abogado
- Administración
- Arquitectura
- Artes Visuales para la Expresión Fotográfica
- Artes Visuales para la Expresión Plástica
- Biología
- Ciencias y Artes Culinarias
- Contaduría Pública
- Cultura Física y Deportes
- Diseño para la Comunicación Gráfica
- Enfermería
- Ingeniería Civil
- Ingeniería en Computación
- Ingeniería en Comunicación Multimedia
- Ingeniería en Telemática
- Ingeniería en Videojuegos
- Médico Cirujano y Partero
- Nutrición
- Psicología
- Turismo

Maestría
- Administración de Negocios
- Ciencias para el Desarrollo, la Sustentabilidad y el Turismo
- Ciencias en Geofísica
- Ciudad, Cambio Climático y Resiliencia